# Ocellularia jamesii
Ocellularia jamesii är en lavart som först beskrevs av Patw. & C.R. Kulk., och fick sitt nu gällande namn av D.D. Awasthi 1991. Ocellularia jamesii ingår i släktet Ocellularia och familjen Thelotremataceae.   Inga underarter finns listade i Catalogue of Life.